# كارولاين كريستي
كارولاين كريستي (بالإنجليزية: Carolyne Christie)‏ هي أرستقراطية بريطانية، ولدت في 27 ديسمبر 1946.